# Pierre-Élie Calendrin
Pierre-Élie Calendrin, dit Saint-Ange Gardien, né en 1869 à Saint-Paul, était un tisaneur, cambrioleur et un meurtrier de La Réunion. La légende lui a associé des actes de sorcellerie. Avec ses complices, Sitarane et Fontaine, il a constitué l'une des pires bandes de truands de La Réunion, dite bande des "buveurs de sang". Il meurt le 20 avril 1937 au camp malgache du bagne de Saint-Laurent-du-Maroni. 

## Biographie
Pierre-Élie Calendrin est né dans le quartier de Bellemène le 27 avril 1869. En 1906, il fait la connaissance de Sitarane avec lequel il s'associe pour commettre des cambriolages. Pierre-Élie Calendrin est le chef de la bande, il est également tisaneur et a une réputation de sorcier. Le troisième larron est Emmanuel Fontaine (1886-1911), menuisier de son état. À leurs côtés se trouvent une dizaine de complices de moindre importance.
Ils commettent de nombreux cambriolages d'une façon mystérieuse : les occupants assoupis n'entendent rien, les chiens n'aboient pas. Ils sont aussi accusés d'avoir commis 3 meurtres : celui de Hervé Deltel et ceux des époux Robert.
Lors de l'enquête, les témoignages affirment que les trois hommes ont bu le sang de leurs victimes et en ont recueilli pour servir aux pratiques occultes de Calendrin.
Pendant le procès, les accusés (meneurs et complices) s'accusent mutuellement, avouent puis se rétractent plusieurs fois.
Les trois meneurs sont condamnés à mort. 
Calendrin est gracié par la présidence de la République, et sa peine est transformée en travaux forcés à perpétuité, tandis que Sitarane et Fontaine eux sont guillotinés.